# انجمن ادبی هرات
انجمن ادبی هرات نام نهادی فرهنگی ادبی است که از بیست و سوم ماه قوس سال ۱۳۰۹ خورشیدی تا کنون در هرات فعالیت می‌کند.

## تاریخچه
انجمن ادبی هرات در بیست و سوم ماه قوس سال ۱۳۰۹ خورشیدی توسط، قاضی ملامحمد صدیق، منشی عبدالکریم احراری، محمد سرور جویا و چند تن دیگر بنا نهاده شد.
از مهم‌ترین افرادی که در انجمن ادبی هرات عضویت داشتند می‌توان به افراد ذیل اشاره کرد.
- محجوبه هروی
- نادیا انجمن

افراد ذیل تا کنون ریاست این انجمن را بر عهده داشته‌اند.
- قاضی ملامحمد صدیق
- سعید حقیقی (خبرنگار بی بی سی فارسی)
- محمد مسعود رجایی (رئیس وقت دانشگاه هرات)

## فعالیت‌ها
یکی از مهم‌ترین کارهای انجمن ادبی هرات انتشار مجله ادبی هرات بود. نخستین شمارهٔ مجلهٔ ادبی هرات در ۱۵ اسفند ۱۳۱۰ منتشر شد.